# Radoszowy (Rydułtowy)
Radoszowy – część miasta i osiedle w Rydułtowach.
Radoszowy graniczą z Rybnikiem i Gaszowicami. Do 1926 r. samodzielna wieś. W latach 1975–1991 były dzielnicą Wodzisławia Śląskiego.
Ze względu na historyczną przynależność poszczególnych części Radoszów wyróżnia się: Radoszowy Dolne, Radoszowy Górne i Radoszowy Królewskie (lub Wielkie) - (nazewnictwo to przetrwało w języku mieszkańców). Dawniej wszystkie trzy miejscowości staowiły odrębne gminy jednostkowe w powiecie rybnickim. 26 października 1926 gminy te zniesiono i włączono do gminy jednostkowej Rydułtowy Dolne, którą 25 stycznia 1928 przemianowano na Rydułtowy. W latach 1945–1950 w granicach  zbiorowej gminy Rydułtowy, której 1 stycznia 1951 nadanao status miasta. 27 maja 1975 włączone do Wodzisławia Śląskiego. Wyłączone z Wodzisławia 1 stycznia 1992, stając się ponownie częścią reaktywowanego miasta Rydułtowy.

## Warunki geograficzne
Radoszowy mają na swoim terenie żyzną glebę. Część terenu jest pokryta polami uprawnymi, jednakże nie jest to miejscowość typowo rolnicza, duże tereny zajmuje także zabudowa (głównie jednorodzinna). W dolinie płynie rzeka Nacyna.

## Nazwa
Nazwa wywodzi się od polskiej nazwy pozytywnej emocji ludzkiej - „radości”. Niemiecki językoznawca Heinrich Adamy w swoim dziele o nazwach miejscowych na Śląsku wydanym w 1888 r. we Wrocławiu wymienia jako najstarszą zanotowaną nazwę - Radoszów podając jej znaczenie „Angenehmer Ort, Fraudenort” czyli po polsku „Przyjemna, miła, radosna miejscowość”.
W księdze łacińskiej Liber fundationis episcopatus Vratislaviensis (pol. Księga uposażeń biskupstwa wrocławskiego) spisanej za czasów biskupa Henryka z Wierzbna w latach 1295–1305 miejscowość wymieniona jest jako osobna wieś założona na prawie polskim łac. iure polonico w zlatynizowanej formie Rastow we fragmencie Rastow utroque solvitur decima more polonico. 

## Historia
Pierwszą wzmiankę o Radoszowach znaleźć można w dokumencie z 1228 r., w którym książę opolski i raciborski Kazimierz I daruje wieś Radosevici zakonowi Norbertanek w Czarnowąsach koło Opola. Kolejny łaciński dokument z 1288 r. notuje miejscowość jako Radoscow. Radoszowy zostały prawdopodobnie założone już na przełomie XI i XII w. Nazwa wywodzi się prawdopodobnie od imienia założyciela (Radosz). Kiedy klasztor utracił w XV w. prawa do tych ziem - Radoszowy powróciły pod administrację książęcą. Od 1532 r. Radoszowy stały się częścią tak zwanego państwa rybnickiego. 
Wyludnione na skutek wojny trzydziestoletniej Radoszowy zaczęto ponownie zasiedlać pod koniec XVII w. Na części pustych gruntów został założony folwark. Tak powstały Radoszowy Dolne, które były niezależne od państwa rybnickiego. Istniało też tu wolne sołectwo, które dało początek Radoszowom Górnym. Gdy w 1788 r. państwo rybnickie przeszło na własność króla pruskiego ta część wsi, która poprzednio należała do tego państwa, otrzymała nazwę Radoszowy Królewskie. 
W 1926 r. całe Radoszowy zostały przyłączone do Rydułtów jako gmina. W latach 1975–1991 były dzielnicą Wodzisławia Śląskiego.